# لری بنکز
لری بنکز (انگلیسی: Larry Banks) ورزشکار دو و میدانی و از برندگان مدال طلا پارالمپیک اهل ایالات متحده آمریکا است.

## حرفه
او در مسابقات پارالمپیک تابستانی ۱۹۹۶ و پارالمپیک تابستانی ۱۹۹۲ حضور داشت.